# New Italian Epic
New Italian Epic (Nuova epica italiana, o, nell’uso del proponente, ‘’il Nuovo [romanzo] Epico Italiano’’) è una denominazione proposta dallo scrittore Wu Ming 1 per definire un insieme di opere letterarie scritte in Italia da diversi autori - tra cui lo stesso collettivo Wu Ming - nel periodo che va dal 1993 (la fine della cosiddetta Prima Repubblica) al 2008 (definito dagli stessi interessati come «anno del grande bagno di sangue della sinistra italiana, ma anche [...] ultimo anno di gloria del berlusconismo»). Tale "gruppo" si caratterizza essenzialmente per la presenza di autori di romanzi - in prevalenza, anche se non esclusivamente, romanzi storici - e altri testi letterari, che avrebbero in comune diverse caratteristiche stilistiche, costanti tematiche e un'impostazione allegorica di fondo. Si tratterebbe di un particolare tipo di narrativa metastorica con tratti peculiari, derivanti dal contesto italiano di questi anni di fine e inizio secolo e millennio.

## Origine di New Italian Epic
La denominazione è stata usata, nel marzo del 2008, da Wu Ming 1, per la prima volta come titolo di un suo intervento ai lavori di "Up Close & Personal", seminario sulla letteratura italiana contemporanea, tenutosi all'Università McGill di Montréal in Canada, nel Québec.
In giorni successivi Wu Ming 1 ha discusso di New Italian Epic in dibattiti presso altri college nordamericani, tra cui il Massachusetts Institute of Technology di Cambridge, nell'ambito di un programma di studi comparativi su vari mass-media, diretto da Henry Jenkins.
Da questi interventi Wu Ming 1 in seguito ha tratto il saggio New Italian Epic. Memorandum 1993-2008: narrativa, sguardo obliquo, ritorno al futuro, scritto e pubblicato on-line nella primavera dello stesso anno. Durante tutto il 2008 il NIE ha avuto una vasta eco in rete, in convegni e conferenze, sui giornali, nella pubblicistica specializzata e in trasmissioni radiofoniche.
Anche in Italia Wu Ming 1 ha riproposto l'espressione "New Italian Epic" in lingua inglese. A volte si usa l'acronimo NIE. La declinazione più comune dell'acronimo è al maschile ("il NIE"), e lo stesso Wu Ming 1 ha detto di ritenere "Epic" un "aggettivo maschile sostantivato" ("il nuovo [romanzo] epico italiano"). Nella stampa italiana spesso il NIE è indicato però come "Nuova epica italiana".
Alla fine dell'estate 2008 Wu Ming 1 ha messo in rete una versione del Memorandum marcata “2.0”, ovvero annotata ed estesa e quindi da estendere, con risposte ad alcune critiche, con approfondimenti dei punti più controversi e con precisazioni e allargamenti dell'orizzonte.
Nel gennaio 2009 la collana Stile Libero delle edizioni Einaudi ha pubblicato una versione ulteriormente arricchita e aggiornata del Memorandum (la "3.0"), col titolo New Italian Epic. Letteratura, sguardi obliqui, ritorni al futuro.

## Il "Memorandum"
Il Memorandum è stato inteso come una "proposta aperta, abbozzo di lettura comparata, albo di appunti da tenere sotto gli occhi, ricordare, utilizzare" e propone di prestare attenzione a un insieme di opere scritte in Italia negli ultimi quindici anni (1993-2008), cercando parentele inattese o, all'inverso, sciogliendo legami troppo spesso dati per scontati.
Il Memorandum è stato anche descritto come un manifesto letterario, in virtù del fatto che contiene una classificazione. Secondo l'autore e altri partecipanti al dibattito, la definizione di "manifesto" è fuorviante, poiché si tratta di un documento in forma di fascicolo che non annuncia un movimento di autori né prescrive niente, bensì descrive a posteriori un dialogo tra libri già esistenti, esponendo per sommi capi le caratteristiche di una serie di opere che si pongono oltre il postmodernismo. "Il NIE è solo una delle molte-buone-diverse cose che accadono oggi nella letteratura italiana", si legge nella prefazione all'edizione 2.0.

### Caratteristiche del New Italian Epic
Le caratteristiche del NIE elencate nel memorandum sono sette, precedute da alcune premesse intese come cornice concettuale. Tali premesse riguardano specificità storiche e geografiche: in questa parte del memorandum viene descritto a grandi linee il contesto sociale e culturale in cui le opere sono nate e a cui fanno riferimenti espliciti o in allegoria.
Le sette caratteristiche individuate da Wu Ming 1 sono:
- Rifiuto del tono distaccato e "gelidamente ironico" predominante nel romanzo postmoderno.[12] Questa prima caratteristica è definita nel memorandum una “conditio sine qua non”.
- "Sguardo obliquo" o “azzardo del punto di vista”. Sperimentazione di punti di vista inconsueti e inattesi. Sguardo che si amplia a volte in maniera vertiginosa includendo l'extraumano come parte integrante della narrazione. A questi esperimenti, secondo Wu Ming 1, sarebbe sottesa una motivazione etica e politica.[13]
- Complessità narrativa unita a un'attitudine “pop” che spesso porta al successo di pubblico. Molti di questi romanzi, pur essendo, secondo Wu Ming 1, complessi strutturalmente e nei contenuti, sono diventati best seller. Alcuni esempi sono Q di Luther Blissett, Romanzo criminale di Giancarlo De Cataldo, L'ottava vibrazione di Carlo Lucarelli e soprattutto Gomorra di Roberto Saviano.
- Narrazione di storie alternative e “ucronie potenziali”. Queste narrazioni offrono una possibile diversa soluzione rispetto alla realtà storica.
- Sperimentazione linguistica dissimulata che mira a sovvertire “dall'interno” il registro della prosa.[14]
- Oggetti narrativi non identificati (anche chiamati UNO: Unidentified Narrative Objects). Molti dei testi del corpo in esame non solo non ricadrebbero in nessun genere letterario predefinito, ma allargherebbero i confini del letterario inglobando elementi testuali che producono effetti “perturbanti”. Tra i libri citati nel memorandum, Asce di guerra dei Wu Ming, Sappiano le mie parole di sangue di Babsi Jones e il già citato Gomorra.[15]
- Comunità e transmedialità. I testi del NIE hanno come caratteristica quella di fungere spesso da testi base per la creazione di derivati da parte della comunità di fan. I derivati o spin-off sono spesso presenti in rete, e interessano i vari media (film, telefilm, serie televisive, fumetti, videogiochi, composizioni musicali, siti internet).

A quest'elencazione, con la versione 2.0 del memorandum e con interventi di altri scrittori e studiosi, si sono aggiunte altre costanti tematiche ritrovate nei testi del NIE, ad esempio la "morte del Vecchio": molti libri della “nebulosa” descrivono le conseguenze della scomparsa di un capostipite o fondatore, una figura di riferimento che rappresentava un mondo oggi entrato in crisi o addirittura ha costruito un mondo ma non ha preparato i posteri a gestirne la crisi. Una coincidenza ha voluto che in diversi libri questo personaggio fosse indicato con la semplice antonomasia “il Vecchio”. Secondo Wu Ming 1, su questo mitologema il NIE costruisce una grande allegoria dell'attuale fase storica.
Nel Memorandum, al catalogo delle caratteristiche del NIE segue una riflessione sull'allegoria, che sfocia in un'esortazione a immaginare il futuro e anche l'estinzione della specie umana, con un approccio che l'autore definisce “ecocentrico” e descrive come un "ricorso sistematico" alla figura retorica della "fallacia patetica", ovvero l'attribuzione di coscienza, pensieri ed emozioni umane a oggetti ed enti inanimati, alla prosopopea degli antichi.

## Il dibattito sui media e nel mondo culturale, 2008 - 2015

### Contributi e interventi di altri scrittori
L'apparizione del memorandum ha innescato, a partire dall'aprile 2008, una discussione tra scrittori, nonché tra scrittori e lettori. In rete o sulle pagine di alcuni giornali (come L'Unità, La Repubblica, Liberazione e il manifesto) hanno preso posizione quasi tutti gli autori menzionati da Wu Ming 1.
Su La Repubblica Carlo Lucarelli ha interpretato il memorandum come un invito agli autori italiani perché si occupino sempre più dei lati oscuri della nostra storia nazionale, e ha esortato a sua volta a muoversi verso una "nuova frontiera che non è soltanto fisica (nuove ambientazioni, nuovi mondi da creare ed esplorare), e non è soltanto narrativa (nuove trame, nuove avventure, diverse tecniche di montaggio, temi ed emozioni estreme) ma è anche stilistica (parole nuove, nuove costruzioni, nuove costruzioni in [...] romanzi mutanti)".
Massimo Carlotto, su il manifesto, ha stabilito un nesso tra crisi del romanzo giallo italiano e tentativi di definire una nuova narrativa.
Valerio Evangelisti, in un lungo articolo su L'Unità, ha descritto i vari modi in cui è possibile conseguire un esito poetico che ha definito "massimalista": "Parlare per sistemi, quadri storico-geografici, visioni di società intere, empiti cosmici. Si può ricorrere alle forme della narrativa avventurosa, purché l'esito sia raggiunto: fare riflettere, in via realistica o metaforica, sulla percezione collettiva di una quotidianità alienata. È ciò che gli autori del New Italian Epic cercano di fare [...]".
Marcello Fois), presentando le proprie opere in Francia, ha definito il New Italian Epic l'ultimo sviluppo di una tendenza a recuperare la letteratura popolare, ignorando diktat e prescrizioni della critica, tendenza iniziatasi negli anni novanta da alcuni autori (come quelli riuniti nel Gruppo 13). Secondo Fois la prima fase sarebbe consistita "nel liberarsi dal pudore di fare letteratura di genere, senza prestare ascolto ai critici; la seconda fase - più recente - concerne la tematica. Ci si è sbarazzati del pudore di parlare dell'Italia di oggi. Si è fatto riferimento alla situazione attuale del nostro Paese per la via traversa del romanzo storico."
L'autore di noir e storico della filosofia Girolamo De Michele è intervenuto più volte, in rete o sulla pagine di Liberazione, con interventi che argomentavano parallelismi tra poetica noir, New Italian Epic, neorealismo e pensiero di Gilles Deleuze.
Intervenendo su il manifesto, Tommaso Pincio ha espresso perplessità sull'espressione "oggetti narrativi non-identificati", al contempo interpretando il memorandum sul NIE come il segnale di una conquistata centralità della forma-romanzo nella produzione culturale italiana, dopo un lungo periodo in cui la critica l'aveva guardata con sospetto.
In seguito, sono intervenuti in varie forme e su diversi media Giuseppe Genna, Antonio Scurati, Vanni Santoni, Simone Sarasso, Alessandro Bertante, Letizia Muratori, Giovanni Maria Bellu, Giulio Angioni, Alan D. Altieri, Valter Binaghi, Kai Zen, e diversi altri scrittori.

### Repliche e controversie critiche
Ha scritto il critico e storico della letteratura Alberto Asor Rosa: 
Nel 2015, alla categoria di New Italian Epic e al dibattito che ha suscitato Asor Rosa dedicherà poi diverse pagine di Scrittori e massa, l'appendice alla riedizione Einaudi del suo classico Scrittori e popolo

Subito dopo l'uscita del memorandum in libreria, in una rassegna di titoli apparsa sull'edizione telematica de "La Repubblica", il giornalista Dario Olivero ha scritto: 
Tra i critici e gli storici della letteratura che hanno manifestato interesse per il dibattito sul NIE esprimendo pareri positivi o tesi al dialogo, vanno citati Alberto Casadei, Ranieri Polese, Stefano Jossa. In un suo intervento intitolato "New Italian Epic: sfide e paure", Casadei ha scritto: 
Recensendo il libro sul quotidiano "Il Riformista", Luca Mastrantonio ha scritto:

Tra coloro che hanno mosso obiezioni alla ricostruzione della recente produzione letteraria fatta dai Wu Ming, spicca la critica letteraria Carla Benedetti, firma del settimanale “L'Espresso” e docente all'Università di Pisa. Pur apprezzando il termine usato ("L'epica è parola euforica: evoca apertura, vastità di orizzonti, grandezza di scrittura e d'impresa, e accende un'idea di letteratura molto più potente di quella che ha dominato l'Italia degli ultimi tempi"), Benedetti ha contestato ai Wu Ming di avere ragionato su un campione di opere molto selettivo, cancellando le tracce di una grande fetta della produzione più viva di questi anni e di tanti autori e libri importanti che in quello stesso periodo si muovevano fuori dal postmoderno. Perciò obietta al New Italian Epic di nascondere 
Nel gennaio 2009 il collettivo Wu Ming ha utilizzato una frase di Carla Benedetti riportata sul quotidiano Libero (“[Il New Italian Epic] è una baggianata. È solo autopropaganda”) come "strillo" in rete per l'uscita di New Italian Epic.

Il giornalista culturale, poeta e scrittore Paolo Di Stefano, firma del “Corriere della Sera”, ha scritto: 
Dopo l'uscita di New Italian Epic in libreria (gennaio 2009), sulla stampa quotidiana sono apparsi diversi articoli polemici firmati da critici. Tra gli intervenuti: Fabrizio Rondolino, Filippo La Porta ed Emanuele Trevi.
Obiezioni ad alcuni argomenti di Wu Ming 1 sono state sollevate anche dallo scrittore Tiziano Scarpa in un articolo uscito su "Il primo amore", apprezzato anche dallo stesso Wu Ming 1, che sul medesimo sito pubblica una risposta in tre puntate intitolata "Wu Ming / Tiziano Scarpa: Face Off", in seguito raccolta in un unico testo in formato PDF.
Nel febbraio-marzo 2009 Wu Ming 1 ha pubblicato on line un'analisi in due puntate degli "stratagemmi retorici" utilizzati dai detrattori, intitolata: "New Italian Epic: reazioni de panza".

Nel 2015, esordendo come direttore della collana Quinto Tipo delle edizioni Alegre, interamente dedicata ad approfondire gli spunti del "memorandum" sugli oggetti narrativi non-identificati, Wu Ming 1 riprendeva i fili del dibattito di qualche anno prima, commentando:
«diverse proposte critiche abbozzate nel “memorandum” sono state recepite, riprese, modificate, discusse in convegni e seminari (soprattutto fuori d’Italia), fatte oggetto di saggi (alcuni li indichiamo in calce a questo post), “rimesse al lavoro” da altri scrittori e scrittrici e usate come fonte d’ispirazione in altri ambiti (si pensi al lavoro sulla “magia militante” di Mariano Tomatis).
Il “fuoco di sbarramento” e le reazioni “de panza” sono stati aggirati semplicemente smettendo di usare l’espressione “New Italian Epic”.

Poiché la maggioranza dei detrattori si era fermata al nome, che per noi era un dettaglio trascurabile, non vedendo più il nome hanno creduto di essersi sbarazzati della cosa.»

## Il dibattito nella critica internazionale
La denominazione New Italian Epic compare per la prima volta come titolo di un intervento di Wu Ming 1 a un seminario sulla letteratura italiana contemporanea organizzato dal Department of Italian Studies dell'università McGill di Montréal nel marzo 2008.
Nei mesi successivi, si discute della proposta critica in diversi convegni internazionali:
- Nell'ottobre 2008 all'Institute of Germanic and Romance Studies dell'Università di Londra. Oltre la partecipazione di Wu Ming 1 vede la partecipazione Vanni Santoni e Gregorio Magini del gruppo Scrittura Industriale Collettiva, e alcuni ricercatori e studiosi di vari paesi (tra cui l'olandese Monica Jansen, docente all'Università di Anversa e autrice del libro Il dibattito sul postmoderno in Italia[38]). Gli atti vengono pubblicati in forma di numero monografico del "Journal of Romance Studies”, con il titolo "Overcoming Postmodernism: the Debate on New Italian Epic" (maggio 2010).
- Nel marzo 2009 l'Université de Provence di Aix-en-Provence e la rivista "Cahiers d'Études Romanes" Marsiglia e Aix-en-Provence organizzano due incontri con protagonista Wu Ming 1 e dedicati al Le Roman epique italien[41].
- A Varsavia nei giorni 9 e 10 novembre 2009, si svolge il convegno internazionale «Fiction, Faction, Reality… Incontri, scambi, intrecci nella letteratura italiana dal 1990 a oggi». Molti interventi riguardano il dibattito sul NIE. Gli atti vengono pubblicati in volume due anni dopo.[42]

Negli anni a seguire, soprattutto nel mondo accademico angloamericano, numerosi studiosi e critici si occupano del tema. 
Nel 2015 il critico e docente americano Timothy S. Murphy pubblica il saggio critico How (Not) to Translate an Unidentified Narrative Object or a New Italian Epic, incluso nella collettanea Genre Trajectories: Identifying, Mapping, Projecting 
Nel 2017 l'italianista britannico David Ward ha dedicato al NIE ampie sezioni del suo Contemporary Italian Narrative and 1970s Terrorism: Stranger Than Fact 
Nel 2019 Kate Wilman, docente di Italian Studies all'Università di Warwick, ha dedicato al NIE e agli «oggetti narrativi non-identificati» il lavoro monografico Unidentified Narrative Objects and the New Italian Epic

## Influenze sulla letteratura italiana
La discussione intorno al New Italian Epic ha avuto molte diramazioni ed è stata ripresa e proseguita nei dibattiti su altri filoni letterari e altre proposte di definizione di questo o quel corpus della letteratura italiana contemporanea. 
Cristallino il riferimento, fin dall'autoironico calco linguistico, nella discussione sul cosiddetto Novo Sconcertante Italico, riadattamento italiano, con una proposta di "canone strano" nazionale, del sottogenere del fantastico noto come New Weird.
Il memorandum sul New Italian Epic è direttamente citato come influenza, ripercorso nei suoi punti e riadattato alla propria proposta dallo scrittore Alberto Prunetti, teorizzatore e scopritore di nuove "Scritture Working Class", direttore della collana "Working Class" delle Edizioni Alegre.
Il memorandum è direttamente citato come influenza anche dallo scrittore e illusionista Mariano Tomatis, che dal 2014 ha avviato il "Progetto Mesmer" teso a costruire "un 'mondo' in bilico tra la realtà e la fiction in cui collocare [le illusioni proprie del teatro di magia] [...] L’obiettivo? Allontanare lo sguardo dal proprio ombelico e allargarlo al mondo, lasciandosi contaminare dalle suggestioni del New Italian Epic."
La sperimentazione sugli "oggetti narrativi non-identificati" è proseguita con l'avvio, nel 2014, di una collana espressamente dedicata, Quinto Tipo, diretta dallo stesso Wu Ming 1 e pubblicata da Alegre.